# Голиков, Александр Арсентьевич
Александр Арсентьевич Голиков (1924—2005) — советский учёный экономист, педагог и организатор науки, доктор экономических наук (1974), профессор (1987). Заслуженный деятель науки РСФСР (1984).

## Биография
Родился 7 ноября 1924 года в посёлке Наследницкий, Брединского района Челябинской области.
С 13 сентября 1942 года, в возрасте семнадцати лет, был призван в ряды Рабоче-Крестьянской Красной армии и направлен в действующую армию на фронт.  Участник Великой Отечественной войны в составе  961-го отдельного батальона связи 116-го стрелкового корпуса — сержант в должности радиста. Воевал на Ленинградском фронте. За участие в войне и проявленном при этом мужестве и отвагу был награждён Орденом Красной Звезды.
С 1947 по 1952 года обучался на Челябинском политехническом институте. С 1952 года начал свою преподавательскую деятельность в Челябинском политехническом институте: с 1952 по 1975 годы работал в должностях — старшего преподавателя, доцента, заведующего кафедрой экономики промышленности и декана вечернего отделения тракторного факультета. С 1975 по 1987 годы в течение двенадцати лет, был — проректором по учебной и научной работе и одновременно  заведующим кафедрой экономики Челябинского государственного университета. С  1995 по 2000 годы — директор института экономики Челябинского государственного университета, одновременно с 1997 по 2005 годы был профессором кафедры общественного здоровья и здравоохранения Уральской медицинской академии дополнительного образования.
В 1962 году защитил диссертацию на соискание учёной степени кандидата экономических наук на тему: «Резервы снижения металлоемкости машин на предприятиях автотракторостроения», в 1974 году — доктор экономических наук на тему: «Проблема совершенствования и эффективности основных производственных фондов с учетом их качества», в 1987 году присвоено учёное звание — профессор.
Помимо основной деятельности занимался и общественно-политической работой: избирался секретарём комитета комсомола ЧПИ, с 1949 по 1954 годы был членом Железнодорожного районного комитета, Челябинского городского комитета и областного комитета ВЛКСМ,
с 1958 по 1963 годы членом Президиума Челябинского областного комитета профсоюзов работников высшей школы и научных учреждений, с 1963 по 1970 годы председателем Челябинского областного правления научно-технического общества машиностроителей, с 1975 по 1989 годы членом Челябинского городского комитета КПСС и с 1975 по 1988 годы депутатом и  председателем планово-бюджетной комиссии Челябинского городского исполнительного комитета Совета народных депутатов, с 1973 по 1991 годы членом Всесоюзного совета научно-технических обществ СССР, с 1999 года председатель Совета профсоюзов Калининского района города Челябинска. С 1996 года  был избран действительным членом (академиком)  Международной академии науки и практики организации производства. Был участником ВДНХ СССР и за свои научные изобретения в области повышения эффективности производства экономики и использования ресурсов был удостоен золотой, серебряной и бронзовой Медалями ВДНХ. А. А. Голиков  был автором около двухсот печатных работ, в том числе двенадцать монографий, под его руководством было защищено около тридцати пяти докторских и кандидатских диссертаций.
Скончался 13 декабря 2005 года в Челябинске.

## Память
К 100-летию со дня рождения А. А. Голикова Почта России по инициативе Челябинского государственного университета при поддержке общественного движения «Наш Челябинск» выпустила почтовую карточку и специальный почтовый штемпель, посвященные юбилею.

## Награды
Основной источник:
- Орден Отечественной войны II степени (6.11.1985)
- Орден Красной Звезды (13.06.1945)
- Орден «Знак Почёта» (1980)
- Медаль «За оборону Ленинграда» (22.12.1942)
- Медаль «За победу над Японией» (09.06.1945)
- Медаль «За победу над Германией в Великой Отечественной войне 1941—1945 гг.»
- Медали ВДНХ (золотая, серебряная и бронзовая — «за научные достижения в области использования ресурсов и повышения эффективности производства»)

## Звания
- Заслуженный деятель науки РСФСР (1984)
- Почётный работник высшего профессионального образования Российской Федерации (1996)